# 嘉義縣立永慶高級中學
嘉義縣立永慶高級中學（英語:Chiayi County Yung Ching Senior High School，縮寫YCSH），簡稱永慶高中，是一所位於嘉義縣太保市的完全中學，鄰近嘉義縣政府、高鐵嘉義站、長庚科技大學嘉義校區，以及故宮南院。
學校設立於2009年，為嘉義縣兩所縣立完全中學之一。學校原預定名稱為嘉義縣立長庚高級中學，台塑集團創辦人王永慶過世後改為現稱。除國中部外，高中部另有招收普通班、體育班和AI科技特色班。

## 歷史

### 創校背景
有感於嘉義縣教育環境貧瘠，尤其高中生嚴重不足，為解決本縣高中免於外出就學問題，前縣長陳明文努力爭取於嘉義縣設置高中，以造福縣民。於是專程拜訪台塑集團創辦人王永慶，表達嘉義縣財政困窘，希望藉由民間力量於本縣設置私立高中，以讓學生多一個選擇。
2004年12月24日，王永慶親臨嘉義縣訪問，視察新港養生村及學校用地，並於2005年3月25日允諾設置「長庚完全中學」，以提供縣治新興都會及鄰近鄉鎮市學生就讀機會。
2008年2月14日，長庚紀念醫院行政中心主任龔文華拜會當時副縣長黃癸楠，表達長庚聯盟團隊基於中小學辦學非長庚聯盟之專業，國高中係以升學導向與企業經營方向不同及整體教育環境變遷及少子化等因素，堅持學校興建後交由嘉義縣政府營運管理，以公立學校方式設校，以照顧更多在地居民。
2008年2月20日縣長陳明文批示核可後，於2008年2月29日由嘉義縣政府向長庚聯盟表達同意接受捐贈，於縣治所在地太保市嘉保段219地號興建完全中學校舍，並著手擬訂設校計畫書。
2008年8月1日成立籌備處，並由時任大林國中羅明都校長擔任籌備處主任。
2008年10月15日台塑創辦人王永慶過世，嘉義縣立長庚高級中學於12月11日改名至嘉義縣立永慶高級中學，為感念台塑創辦人王永慶興建校舍回饋地方，對本縣的教育環境改善之貢獻及恩澤，以其「永慶」為名設校，以資紀念。
2009年8月1日正式成校，由羅明都校長擔任首任校長，同年8月31日第一學期開學，借長庚科技大學嘉義分部上課。

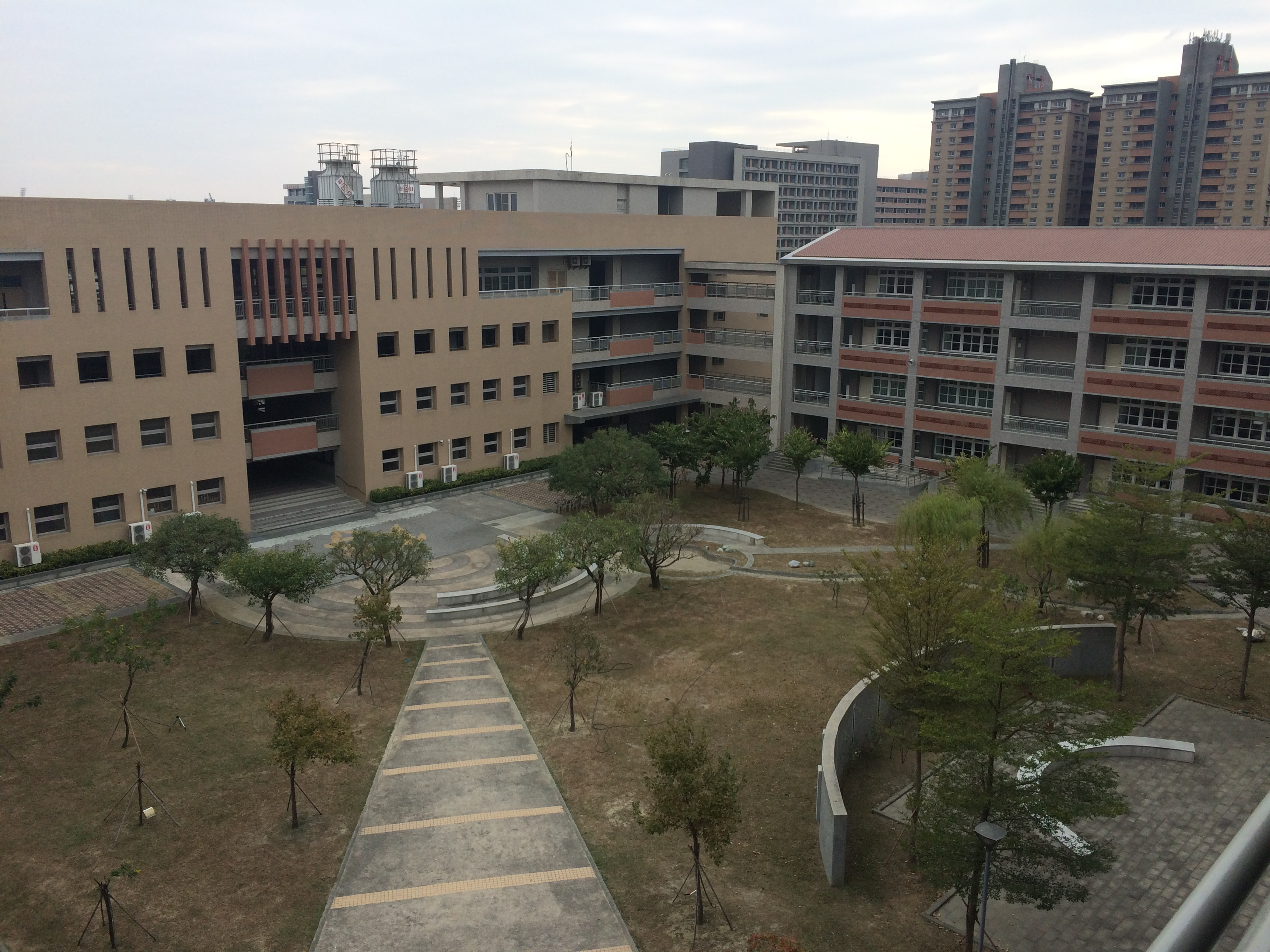
從五樓拍下的中庭俯瞰照片

## 學校象徵
勤勞樸實

## 歷任校長
| 任別 | 姓名   | 任期                  |
| ---- | ------ | --------------------- |
| 1    | 羅明都 | 2009年8月 - 2017年8月 |
| 2    | 蘇淵源 | 2017年8月 - 2021年8月 |
| 3    | 郭春松 | 2021年8月至今         |

## 校園組織

### 行政單位[6]
校長為最高行政單位，下轄教學事務處（教務處）、學生事務處（學務處）、總務處、輔導處、圖書館、人事室、會計室、以及秘書，並由家長委員會、教師會、校務會議及「法定重要會議及委員」輔助督導之。
- 教務處：內有教學組、註冊組、設備組、實驗研究組、試務組。
- 學務處：內有生活輔導組、訓育組、社團活動組、體育組、衛生組。
- 總務處：內有庶務組、文書組、出納組。
- 輔導處：內有輔導組、資料組、特殊教育組。
- 圖書館：內有讀者服務組、技術服務組、資訊媒體組。

### 學生組織
校內之學生自治組織由學務處訓育組指導，社團在課外活動組之管轄下，需定期進行社團評鑑。

## 班級概況
112年學年度班級概況如下:

### 國中部
- 普通班：18班

### 高中部
- 普通班：12班
- AI科技特色班：3班
- 體育班：3班(專長：角力、軟網、足球、跆拳)

## 外部連結
- （繁體中文）永慶高級中學（页面存档备份，存于）